# امین گیلانی
امین بن مصطفی گیلانی (۱۸۹۶، حماه - ۱۰ نوامبر ۱۹۴۳، حلب) (به عربی: أمين الكيلاني) نویسنده و آموزگار سوری بود. از کارمندان وزارت آموزش و پرورش سوریه بود که ابتدا در سازمان حماه و سپس در حلب به استادی منصوب شد. درس‌های تاریخ، روش خوانش نوین از آثار غیرداستانی او و حول الحمی، وادی موسی در دوجلد و واقعهٔ معان از آثار داستانی اوست.